# Санмартин (Арад)
Санмартин (рум. Sânmartin) насеље је у Румунији у округу Арад у општини Мача. Oпштина се налази на надморској висини од 101 m.

## Становништво
Према подацима из 2002. године у насељу је живело 2200 становника.

### Попис2002.
| Расподела становништва по националности 2002.‍ | Расподела становништва по националности 2002.‍ | Расподела становништва по националности 2002.‍ | Расподела становништва по националности 2002.‍ | Расподела становништва по националности 2002.‍ |
| --------------------------------------------- | --------------------------------------------- | --------------------------------------------- | --------------------------------------------- | --------------------------------------------- |
|                                               |                                               |                                               |                                               |                                               |
| Румуни                                        | Румуни                                        |                                               | 1.734                                         | 79,0%                                         |
| Мађари                                        | Мађари                                        |                                               | 61                                            | 2,8%                                          |
| Роми                                          | Роми                                          |                                               | 311                                           | 14,2%                                         |
| Украјинци                                     | Украјинци                                     |                                               | 5                                             | 0,2%                                          |
| Немци                                         | Немци                                         |                                               | 74                                            | 3,4%                                          |
| Словаци                                       | Словаци                                       |                                               | 11                                            | 0,5%                                          |